# Saint-Sauveur-d’Aunis
Saint-Sauveur-d’Aunis – miejscowość i gmina we Francji, w regionie Nowa Akwitania, w departamencie Charente-Maritime.
Według danych na rok 1990 gminę zamieszkiwało 899 osób, a gęstość zaludnienia wynosiła 46 osób/km² (wśród 1467 gmin regionu Poitou-Charentes Saint-Sauveur-d’Aunis plasuje się na 345. miejscu pod względem liczby ludności, natomiast pod względem powierzchni na miejscu 410.).